# Mogoro
Mogoro (sardisk: Mòguru) er en by og en kommune (comune) i provinsen Oristano i regionen Sardinien i Italien. Byen ligger i 136 meters højde og har 4.157 indbyggere (2016). Kommunen har et areal på 48,99 km² og grænser til kommunerne Collinas, Gonnostramatza, Masullas, Pabillonis, San Nicolò d'Arcidano, Sardara og Uras.